# (2507) Bobone
(2507) Bobone (1976 WB1) – planetoida z grupy pasa głównego asteroid okrążająca Słońce w ciągu 4,64 lat w średniej odległości 2,78 au. Odkryta 18 listopada 1976 roku.